# Actun Tunichil Muknal

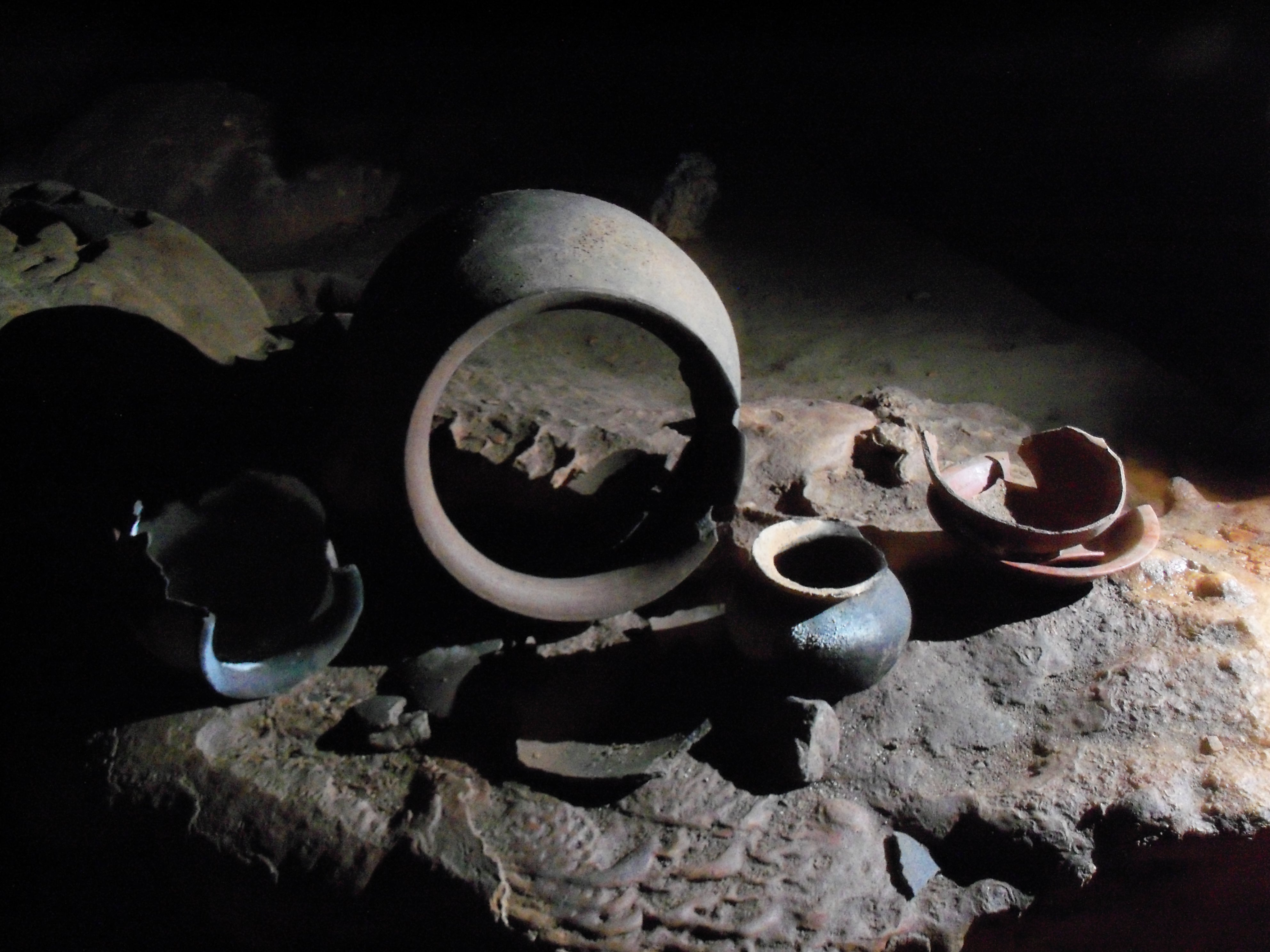
Ceramika Majów z Actun Tunichil Muknal

Actun Tunichil Muknal – stanowisko archeologiczne kultury Majów położone w środkowym Belize, w pobliżu San Ignacio, położone na północnych stokach Gór Maya.
W jaskiniach na tym obszarze znaleziono kilka szkieletów ludzkich i pozostałości ceramiki oraz kamionki. Najbardziej znany jest szkielet 18-letniej kobiety znany jako „The Crystal Maiden”, być może ofiary sakralnej, której kości uległy mineralizacji kalcytem.
Inne zabytki archeologiczne sztuki Majów w pobliżu, to Cahal Pech, Chaa Creek, El Pilar i Xunantunich.